# Кістянка

Кістянка персика.

Кістянка (англ. stone fruit, drupe) — однонасінний плід з соковитим (рідше сухим) оплоднем (перикарпій), утворений одним плодолистком, що складається з трьох частин:
- внутрішньої — дерев'янистої (насіння й ендокарпій)
- середньої — м'ясистої (мезокарпій)
- зовнішньої — плівчастої (екзокарпій)

Кістянки можуть бути простими й складними. Прості мають одну насінину та утворюються з однієї маточки. Простий однонасінний плід — кістянку мають усі представники роду слив (Prunus), а саме вишня, абрикос, персик, слива, мигдаль, нектарин, тернослива, черешня, черемха, алича, лавровишня, сакура, антипка, терен колючий, ренклод.

## Складна кістянка

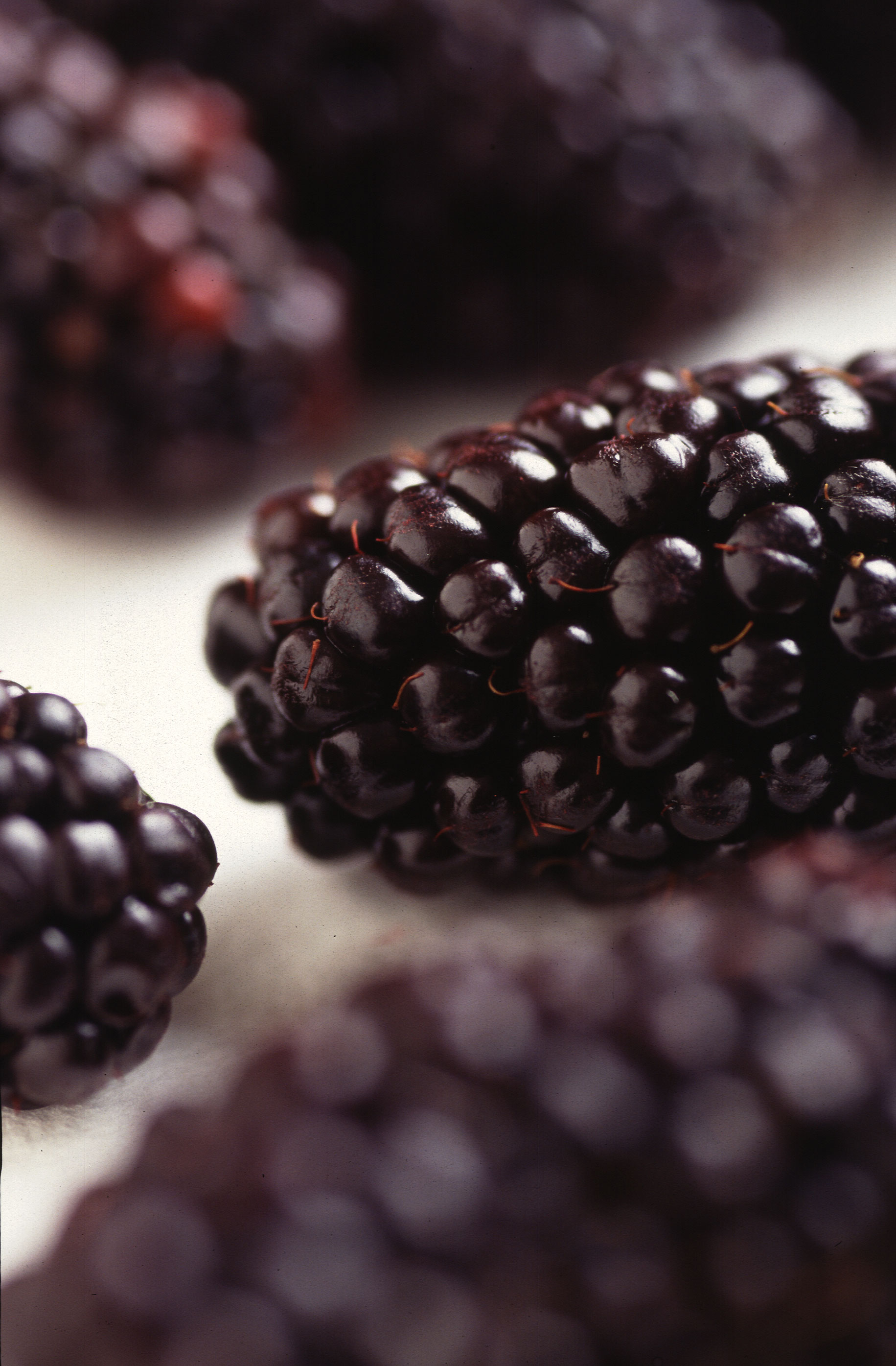
Складна кістянка ожини

Складні кістянки (англ. compound fruits) утворюються з кількох маточок однієї квітки, як багатокістянка у малини, ожини та морошки. Після дозрівання багатокістянка може розсипатися на окремі плоди.